# Adéla Kettnerová
Adéla Kettnerová (* 21. Dezember 1996) ist eine tschechische Grasskiläuferin. Sie startet seit 2011 im Weltcup und wurde 2012 zweifache Juniorenweltmeisterin.

## Karriere
Nach Erfolgen im Nachwuchsbereich ist Adéla Kettnerová seit der Saison 2011 in FIS- und Weltcuprennen am Start. Das beste Weltcupergebnis des Jahres erreichte sie mit Platz vier in der Super-Kombination von Olešnice v Orlických horách. In FIS-Rennen war ebenfalls ein vierter Platz im Slalom von Wilhelmsburg ihr bestes Ergebnis. Im Gesamtweltcup belegte sie in ihrer ersten Saison den neunten Platz. Kettnerová nahm auch an der Juniorenweltmeisterschaft 2011 am Atzmännig in Goldingen teil, wo sie im Riesenslalom hinter der Schweizerin Denise Blöchlinger die Silbermedaille gewann. Zudem wurde sie Vierte im Slalom, Fünfte in der Kombination und Elfte im Super-G. An Rennen der zugleich ausgetragenen Weltmeisterschaft in der Allgemeinen Klasse nahm sie nicht teil.
In der Saison 2012 erreichte Kettnerová mit dem dritten Rang im Super-G von San Sicario ihren ersten Podestplatz in einem Weltcuprennen. Insgesamt gelangen ihr aber weniger Top-10-Platzierungen als im Vorjahr, weshalb sie im Gesamtweltcup um einen Rang auf Platz zehn zurückfiel. Bei der Juniorenweltmeisterschaft 2012 in Burbach war Kettnerová die erfolgreichste weibliche Teilnehmerin. Sie gewann zwei Goldmedaillen im Super-G und in der Super-Kombination, wurde Dritte im Slalom und verpasste eine weitere Medaille als Vierte des Riesenslaloms nur knapp.

## Erfolge

### Juniorenweltmeisterschaften
- Goldingen 2011: 2. Riesenslalom, 4. Slalom, 5. Kombination, 11. Super-G
- Burbach 2012: 1. Super-G, 1. Super-Kombination, 3. Slalom, 4. Riesenslalom

### Weltcup
- Eine Podestplatzierung